# Valérie Bègue
Valérie Bègue (Saint-Pierre, departamento ultramarino da Reunião, 26 de setembro de 1985) foi a candidata eleita Miss França 2008.

## Controvérsia da Miss França
Duas semanas depois de ser coroada Miss França, fotos de Bègue tiradas antes de sua eleição, totalmente vestida, mas em poses sugestivas, foram divulgadas pelo tabloide francês "Entrevue". A presidente do concurso Miss França, Geneviève de Fontenay, foi à rádio francesa insistir que Valérie Bègue deveria renunciar e devolver sua coroa, ou que ela seria desqualificada à força. Fontenay disse a repórteres que se a Endemol, produtora dona do concurso Miss França, discordar de sua decisão, ela deixará o cargo de presidente. Em uma ocasião anterior, Fontenay havia obtido a suspensão temporária da Miss França 2004, Lætitia Bléger, por fotos muito mais sugestivas publicadas na edição francesa da Playboy, já que uma vencedora do Miss França é contratualmente obrigada a não posar para fotos controversas por cinco anos após ganhar o título e uma participante do concurso Miss França deve declarar que nunca posou para fotos nuas ou parcialmente nuas antes.
Valérie Bègue levou algum tempo para refletir sobre sua decisão e, finalmente, decidiu que não se afastaria voluntariamente, explicando que o conjunto de fotos em questão eram fotos de teste e que ela não havia autorizado sua publicação.
Fontenay foi acusada de racismo e de não querer uma Miss França não francesa, depois que ela disse que Bègue deveria ficar na Reunião. Um pedido de desculpas público foi então exigido por pessoas da ilha, incluindo um membro da União para um Movimento Popular no poder. 
Em 28 de dezembro de 2007, Fontenay anunciou que Bègue poderia permanecer como Miss França 2008, desde que ela não participasse de nenhum concurso internacional. Fontenay disse que baseou essa posição no fato de que o público em geral, que ajudou a escolher Bègue como Miss França, não tinha ideia de que essas fotos existiam, e que sua existência impedia Bègue de competições internacionais, argumentando que ela não quer que essas fotos deem uma falsa imagem da França.
O primeiro vice-campeão de Bègue foi Vahinerii Requillart, que representou a ilha da Nova Caledônia, outro território ultramarino da França, localizado no Oceano Pacífico. Como resultado, as duas finalistas do concurso Miss França 2008 vieram dos departamentos ultramarinos da França.

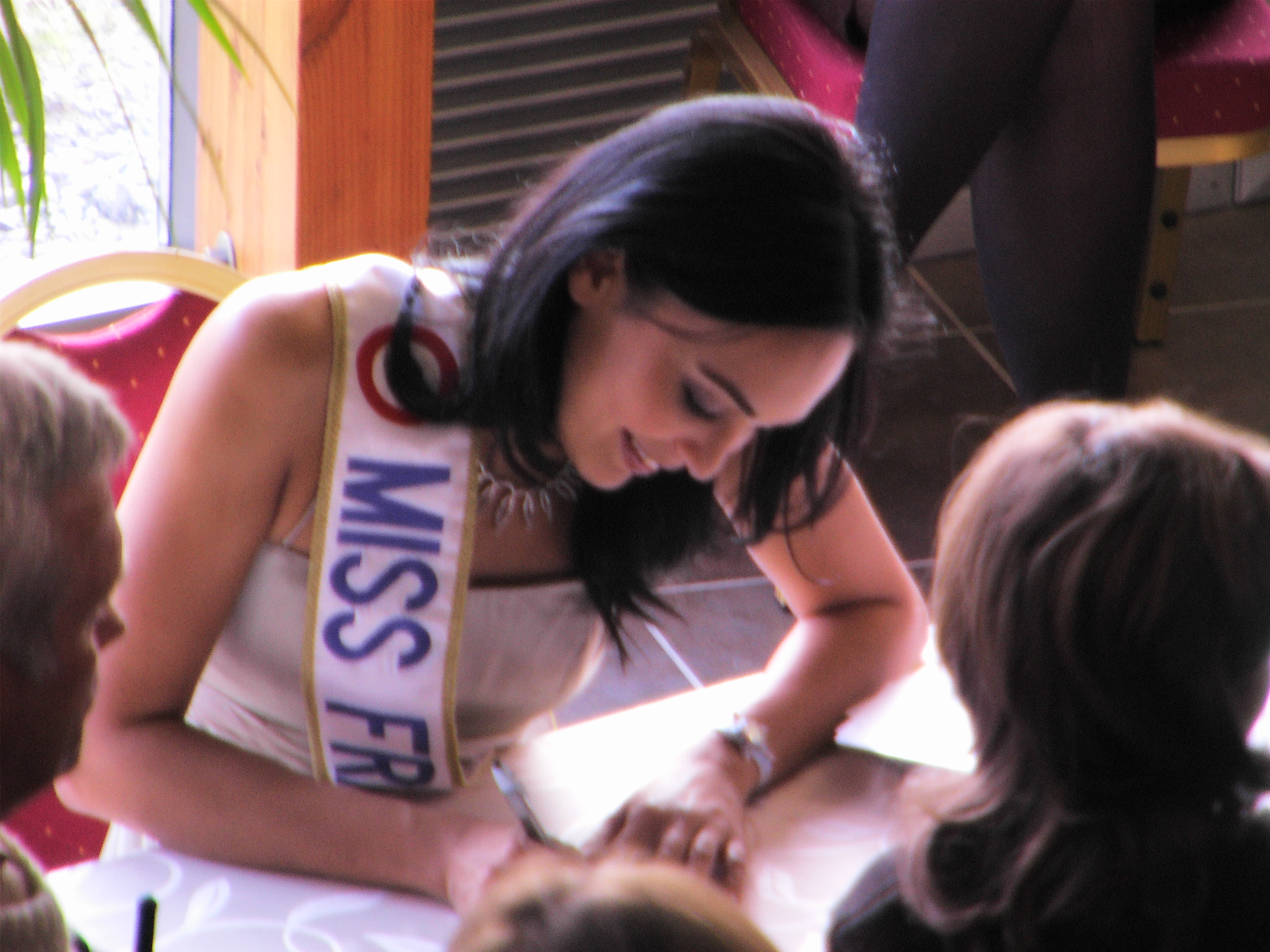
Valérie Bègue dando autógrafos em 13 de janeiro de 2008

Em 2010, começou uma carreira de comediante no teatro.

## Outros trabalhos
Valérie Bègue está envolvida em programas contra o câncer de mama e doenças genéticas. Ela participou de Danse avec les stars, a versão francesa de Dancing with the Stars.

## Vida pessoal
Bègue se casou com Camille Lacourt, um nadador olímpico francês, em agosto de 2008. Ela é mãe de uma menina, Jazz, nascida em outubro de 2012. Lacourt e Bègue se divorciaram em 2016.